# Rott (Familienname)
Rott ist ein Familienname.

## Namensträger
- Adolf Rott (1905–1982), deutscher Theaterregisseur, Theaterintendant, Theaterleiter und Theatermanager
- Armin Rott (* 1969), österreichischer Wirtschaftswissenschaftler und Hochschullehrer
- David Rott (* 1977), deutscher Schauspieler
- Edina Rott (* 1971), ungarische Handballspielerin
- Eiko Rott (* 1970), deutscher Hockeyspieler
- Emil Rott (1852–1905), Schweizer Jurist, Hochschullehrer und Bundesrichter
- Emma Rott (1847–1904), Schweizer Lehrerin, Redakteurin
- Ernestine Baumann-Rott (1934–2012), österreichische Politikerin, Landtagsabgeordnete von Oberösterreich
- Eva Haverkamp-Rott (* 1966), deutsche Historikerin
- Fritz Rott (Mediziner) (1878–1959), deutscher Sozialpädiater und Hochschullehrer
- Fritz Rott (Synchronsprecher) (* 1959), deutscher Synchronsprecher und Dialogbuchautor
- Hans Rott (Musiker) (1858–1884), österreichischer Komponist und Organist
- Hans Rott (Historiker) (1876–1942), deutscher Archäologe und Kunsthistoriker
- Hans Rott (Politiker) (1886–1962), österreichischer Politiker (CSP, VF)
- Hans Rott (Philosoph) (* 1959), deutscher Professor für Theoretische Philosophie
- Ida Rott (Erik Niels; 1856–1897), Schweizer Schriftstellerin
- Irmgard von Rott († 1101), deutsche Stifterin
- Jean Rott (1911–1998), französischer Archivar und Historiker
- Jeanette Rott-Otte (* 1945), deutsche Politikerin (SPD)
- Joseph Rott (1821–1897), deutscher Klassischer Philologe
- Karl Rott (Schauspieler) (1860–1881), österreichischer Schauspieler und Kapellmeister
- Karl Mathias Rott (1807–1876), österreichischer Komiker, Sänger, Cellist, Komponist und Schauspieler
- Klaus Rott (* 1941), österreichischer Schauspieler und Regisseur
- Konrad Rott (* ca. 1530–1610), Augsburger Kaufmann
- Kuno I. von Rott (11. Jhdt.), Pfalzgraf von Bayern
- Ladislav Rott (1851–1906), böhmischer Kaufmann
- Maria Rott (1840–1872), österreichische Theaterschauspielerin und Sängerin, siehe Maria Lutz
- Matthias Rott (* 1974), deutscher Schauspieler
- Max Rott (Mendel Rottmann; 1863–1922?), österreichischer Komiker und Coupletsänger
- Maximilian Rott (1903–1957), deutscher Schriftsteller
- Michael Rott (1898–1947), deutscher Politiker (CDU)
- Moritz Rott (Moritz Rosenberg; 1796–1867), Theaterschauspieler und -regisseur
- Nikolaus Rott (1917–2006), ungarisch-US-amerikanischer Aerodynamiker und Hochschullehrer
- Oldřich Rott (* 1951), tschechischer Fußballspieler und -funktionär
- Peter Rott (* 1968), deutscher Rechtswissenschaftler
- Rebecca Rott (* 2004), deutsche Handballspielerin
- Renate Rott (1937–2025), deutsche Sozialwissenschaftlerin und Hochschullehrerin
- Rudolf Rott (1926–2003), deutscher Virologe
- Wilfried Rott (1943–2011), deutscher Journalist
- Wilhelm Rott (1908–1967), deutscher Theologe, Widerstandskämpfer und evangelischer Pfarrer
- Wolfgang Rott (* 1946), deutscher Hockeyspieler
- Yannick Rott (* 1974), französischer Fußballspieler